# Bàn tay vô hình

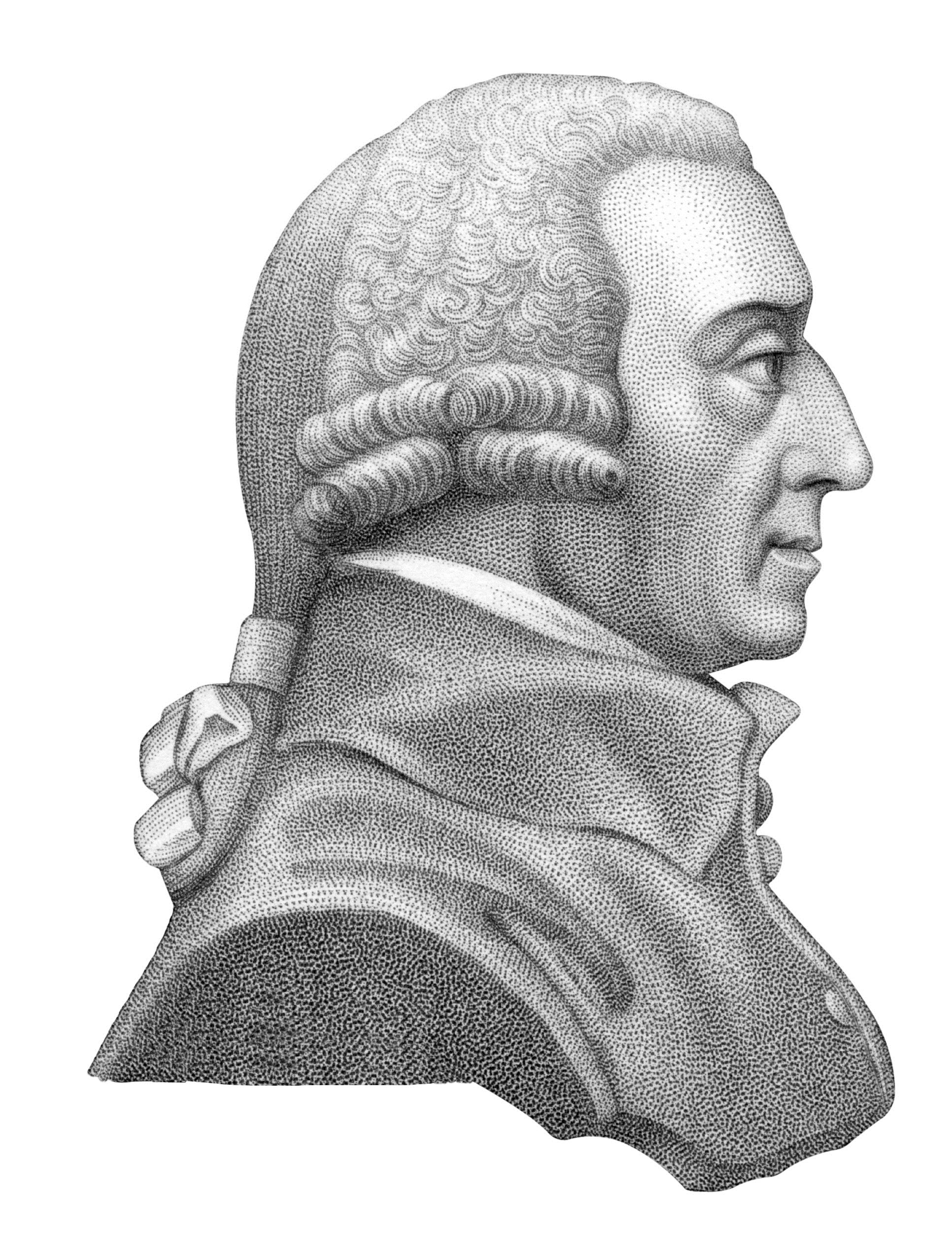
Bàn tay vô hình là phép ẩn dụ do Adam Smith đưa ra vào năm 1776.

Bàn tay vô hình (tiếng Anh: invisible hand) là một phép ẩn dụ, một tư tưởng kinh tế do nhà kinh tế học Adam Smith đưa ra vào năm 1776. Trong tác phẩm vĩ đại Bàn về tài sản quốc gia (Inquiry into the Nature and Causes of the Wealth of Nations) và những bài viết khác, Smith đã tuyên bố rằng, trong nền kinh tế thị trường tự do, mỗi cá nhân theo đuổi một mối quan tâm và xu hướng lợi ích riêng cho cá nhân mình, và chính các hành động của những cá nhân này lại có xu hướng thúc đẩy nhiều hơn và củng cố lợi ích cho toàn cộng đồng thông qua một "bàn tay vô hình". Ông biện luận rằng, mỗi một cá nhân đều muốn thu lợi lớn nhất cho mình sẽ làm tối đa lợi ích của cả cộng đồng, điều này giống như việc cộng toàn bộ tất cả các lợi ích của từng cá nhân lại.
Smith chỉ sử dụng thuật ngữ "bàn tay vô hình" ba lần trong ba tác phẩm của ông. Nhưng sau này, thuật ngữ này đã được sử dụng rộng rãi trở thành một lý luận kinh tế học.

## Nội dung
Adam Smith cho rằng "Bàn tay vô hình" có nghĩa là: Trong nền kinh tế thị trường, các cá nhân tham gia muốn tối đa hóa lợi nhuận cho mình. Ai cũng muốn thế cho nên vô hình trung đã thúc đẩy sự phát triển và củng cố lợi ích cho cả cộng đồng. Theo Adam Smith, chính quyền mỗi quốc gia không cần can thiệp vào cá nhân và doanh nghiệp, cứ để nó tự do hoạt động kinh doanh; ông kết luận: "Sự giàu có của mỗi quốc gia đạt được không phải do những quy định chặt chẽ của nhà nước, mà do bởi tự do kinh doanh" - Tư tưởng này đã chế ngự trong suốt thế kỉ XIX.
Theo lý luận này, thì hoạt động của mỗi thành viên trong xã hội chỉ mang mục đích bảo vệ lợi ích của riêng mình; thông thường, không có chủ định củng cố lợi ích công cộng và cũng không biết mình đang củng cố lợi ích này ở mức độ nào. Tuy nhiên khi đó, hệ thống thị trường và cơ chế giá cả sẽ hoạt động một cách tự phát vì lợi ích của tất cả mọi người như thể có một bàn tay vô hình đầy thiện ý điều khiển toàn bộ quá trình xã hội và sự điều khiển tự phát này còn có hiệu quả hơn cả khi có ý định làm việc này.
Một ví dụ dễ nhận thấy của "bàn tay vô hình" trong quy luật cung cầu của thị trường là vấn đề kiểm soát giá của các loại hàng hóa. Khi giá cả không được tự do định đoạt bởi quy luật cung cầu hoặc bị ngăn cản thực hiện ở mức "arm's length" (thuận mua vừa bán) thì mặc nhiên sẽ hình thành nên một thị trường ngầm mà người ta quen gọi là thị trường "chợ đen", vượt hoàn toàn ra khỏi ý chí của bất cứ cơ quan có thẩm quyền nào.
Thuyết của Smith chống lại tư tưởng của chủ nghĩa trọng thương (yêu cầu có sự can thiệp của nhà nước vào kinh tế), thuyết này đòi hỏi việc tự do kinh doanh và cạnh tranh, có sự thích hợp với chủ nghĩa tư bản trong một thời kì dài. Tuy nhiên sau này, khi nền kinh tế các nước ngày càng trở nên phức tạp, học thuyết Adam Smith đã bộc lộ những điểm lạc hậu và bất hợp lý. Đặc biệt là cuộc Đại khủng hoảng kinh tế tại Mỹ và Tây Âu những năm 1929-1933 đã cho thấy cơ chế tự điều chỉnh của thị trường tự do nhiều khi đã phản tác dụng, dẫn tới đầu cơ, bong bóng tài chính và khủng hoảng kinh tế theo chu kỳ.
Hiện nay, người ta vẫn phải dùng đến nhà nước là "bàn tay hữu hình" thông qua luật pháp, thuế và các chính sách kinh tế để điều chỉnh nền kinh tế xã hội kết hợp với cơ chế tự điều chỉnh theo thuyết bàn tay vô hình để thúc đẩy sự phát triển về kinh tế xã hội của đất nước.

## Ý nghĩa
1. Tôn trọng quy luật kinh tế khách quan;
2. Tôn trọng tư tưởng tự do kinh tế (tự do kinh doanh, tự do sản xuất, tự do cạnh tranh, thị trường tự do...);
3. Để khắc phục hạn chế của học thuyết, Nhà nước cần tham gia vào điều tiết nền kinh tế ở tầm vĩ mô.